# Johann Kuhnau

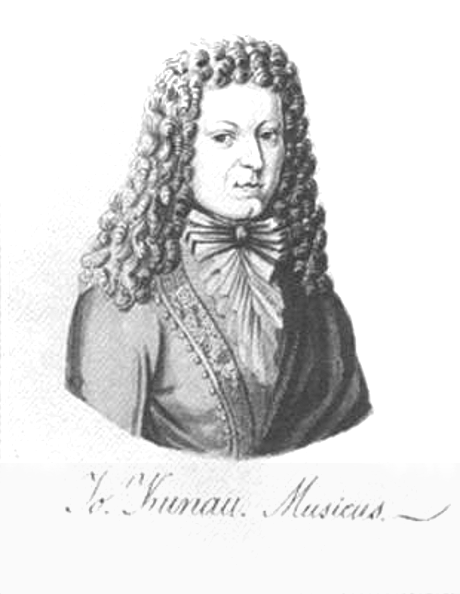
Johann Kuhnau

Johann Kuhnau (Geising, 6 april 1660 - Leipzig, 5 juni 1722) was een Duits componist, organist en klavecinist. Hij was de voorganger van Bach als Thomascantor, dat wil zeggen cantor van de Thomasschule en de Thomaskirche (Leipzig).

## Biografie
Kuhnau studeerde in Dresden muziek bij Kittel en Krügner en zong daar vanaf 1671 in het koor van de Kreuzschool. In 1680 keerde hij terug naar Geising tijdens een uitbraak van de pest. Op uitnodiging van de cantor van het Johanneum, Titus, ging hij later dat jaar naar Zittau. Toen daarop zowel de cantor als de organist Edelmann overleden, nam hij een tijdlang hun taken over. In 1682 keerde hij terug naar Leipzig en begon een studie rechten. In 1684 werd hij tevens organist van de Thomaskerk. In 1688 haalde hij zijn rechtendiploma en werd naast zijn baan als organist praktiserend advocaat. In 1701 volgde hij Johan Schelle na diens overlijden op als muzikaal directeur van de Nikolaikerk en de universiteit, en als cantor van de Thomasschool. In deze laatste functie onderwees hij onder anderen Christoph Graupner en Johann David Heinichen. Hij behield deze muzikale ambten tot zijn dood en werd daarna door Bach opgevolgd in al zijn functies, behalve als directeur van de universiteit. Kuhnau werd in zijn latere leven geplaagd door een gebrek aan goede leerlingen en een teveel aan concurrentie van andere componisten als Telemann en Fasch. Desondanks werd hij bijvoorbeeld door tijdgenoten als Mattheson geprezen als een van de belangrijkste figuren in het muziekleven van zijn tijd.

## Werk
Kuhnau was een van de eersten die sonates voor toetseninstrumenten schreef. Bekende werken voor klavier van Kuhnaus hand zijn de Biblische Historien, die als een vroeg voorbeeld van programmamuziek kunnen worden beschouwd, en de Neue Clavierübung, die van invloed was op het werk van Bach (Kuhnau en Bach kenden elkaar persoonlijk).
Er zijn nog circa 50 cantaten van Kuhnau bekend, maar zijn kerkmuziek is minder innovatief dan zijn muziek voor klavecimbel en kan zelfs als een late naklank van de Renaissance worden beschouwd.
Kuhnau schreef ook muziek voor het toneel en een aantal verhandelingen, maar deze zijn verloren gegaan. In Nederland werd Kuhnau in de twintigste eeuw weer bekend door de vaak uitgevoerde Variaties en fuga op een thema van Johann Kuhnau voor strijkorkest van Hendrik Andriessen uit 1935.